# Centrum voor Beroepsopleiding
Centrum voor Beroepsopleiding (of omscholing voor personen met een handicap), in Vlaanderen, is een centrum dat personen met een handicap die doorverwezen worden door arbeidstrajectbegeleidingsdiensten (ATB) arbeidsvaardigheden en - discipline bijbrengt (onder meer door stages op de werkvloer) om op de open arbeidsmarkt tewerkgesteld te worden.